# روابط ایران و شیلی
روابط ایران و شیلی به روابط دو جانبه ایران و شیلی اشاره دارد. هر دو کشور دارای سفارتخانه هستند.

## پیشینه
در ماه‌های اوليه بعد از پيروزی انقلاب ایران و با توجه به روحيه ضد استبدادی مردم ايران، دولت وقت ايران در ۲۷ مرداد ۱۳۵۹ روابط خود را با دولت اگوستينو پينوشه، حاكم نظامي وقت شيلی قطع و سفارت شيلی در تهران را تعطيل كرد.
در سال ۱۳۵۹ روابط دو كشور وارد مرحله جديدی شد که منجر به صدور و امضای اعلاميه مشترك برقراری روابط در اردیبهشت ماه ۱۳۷۰ از طرف سفرای دو كشور در پاريس شد و چند ماه پس از اين اقدام و در ۲۱ آذرماه ۱۳۷۰ سفارت ایران در سانتياگو افتتاح شد. فعاليت سفارت ايران تا تيرماه سال ۱۳۷۸ ادامه داشت. در اين سال به دنبال اتخاذ سياست تعديل نمايندگی‌های جمهوری اسلامی ايران در خارج از كشور سفارت ایران در سانتياگو بسته شد. دولت شیلی در آن مقطع تلاش کرد تا تهران را از این تصمیم منصرف کند و برای این کار، وزیر معادن خود را به ایران فرستاد. متعاقب اين تعطيلی ايران تصميم به معرفی سفير غيرمقيم گرفت كه با استقبال دولت شيلی روبه‌رو شد.
ایران در سال ۱۳۸۵ بار دیگر تصمیم به اعزام سفیر مقیم و بازگشایی مجدد سفارت دائم در شیلی گرفت و در تاریخ شش تیرماه ۱۳۸۶ سفیر جدید ایران استوارنامه خود را به رئیس‌جمهور وقت شیلی ارائه داد و رسماً فعالیت خود را به عنوان سفیر مقیم آغاز کرد. در ۶ مرداد ۱۳۹۶ نیز میچله باچلت رئیس جمهور وقت شیلی، ایگناسیو یانوس مانسیا را به عنوان اولین سفیر شیلی در ایران پس از انقلاب معرفی کرد.

## روابط اقتصادی
شيلی دارای يكی از شكوفاترين اقتصادها در ميان کشورهای منطقه آمريكای جنوبی است. اين كشور به دليل سيستم پيشرفته اقتصادی، شفافيت مالياتی و نيز خصوصی‌سازی، بازار مناسبی برای كالاهای صنعتی، تكنولوژيكی و سرمايه‌گذاری دولتی و خصوصی وبهره‌برداری از موسسات مالی است. برخورداری از سيستم مالياتی و تعرفه‌ای پيشرفته و دور بودن از مشكلات بروكراسی و محدود کننده‌ای كه اكثريت كشورهای منطقه لاتين از آن كم و بيش رنج می‌برند، از جمله ويژگی‌های اقتصاد شيلی است كه به عنوان الگو برای ساير كشورها مطرح است و همين امر در جذب بيشتر سرمايه‌گذاری خارجی و نيز تسهيل مناسبات با بلوك‌های فرا منطقه‌ای و منطقه‌ای مؤثر بوده است. اين كشور با داشتن بيش از ۴۲۳ ميليارد دلار توليد ناخالص داخلی و حدود ۳۹ ميليارد دلار ذخاير ارزی و طلا دارای يكی از قوی‌ترين اوراق قرضه در آمریکای جنوبی است. در صنايع و ذخاير معدنی از جمله مس رتبه بالايی دارد به طوري كه ۱۹ درصد از كل ذخائر مس در جهان را داراست و به عنوان بزرگ‌ترين توليد‌كننده مس در جهان، ۳۵ درصد از صادرات مس در جهان را به خود اختصاص داده است. در بخش کشاورزی و شيلات نيز با توجه به موقعيت مطلوب آب و هوايی و داشتن سواحل بسيار طولانی با اقيانوس از شرايط خوبی برخوردار است.
بر اساس آمارهای موسسات مهم اقتصادی بین المللی كشور شيلی از اقتصادی پويا و باثبات، مبتني بر بازار آزاد و شفاف و رقابت‌پذيری بالايی برخوردار است و نخستين كشور امريكای جنوبی است كه توانسته به عضويت سازمان همكاری و توسعه اقتصادي (OECD) كه به تعبيری عمده‌ترين سازمان بین المللی تصميم‌گيرنده اقتصادي در جهان است، درآيد.  شيلی در حال حاضر با بيش از ۵۰ كشور جهان در اروپا و آسيا و قاره آمريكا موافقتنامه‌های تجارت آزاد يا تعرفه ترجیهی امضا كرده كه فرصت‌های تجاری زيادی را برای بازرگانان دو طرف ايجاد كرده است.

## روابط سیاسی
به دنبال حمله امریکا به سه مرکز هسته ای در ایران در تیر ۱۴۰۴ رئیس جمهور شیلی با محکومیت اقدامات ایالات متحده در پیامی نوشت: «حمله به نیروگاه‌های هسته‌ای طبق قوانین بین‌المللی ممنوع است. شیلی این حمله آمریکا را محکوم می‌کند. داشتن قدرت به شما حق استفاده از آن در نقض قوانینی که ما به عنوان بشریت وضع کرده‌ایم را نمی‌دهد حتی اگر شما ایالات متحده باشید».